# Mini Motorways
Mini Motorways ist ein Puzzle-Strategiespiel des neuseeländischen Indie-Entwicklerstudios Dinosaur Polo Club. Das Spiel wurde erstmals am 19. September 2019 für iOS-Geräte über Apples kostenpflichtigen Abonnementdienst Apple Arcade veröffentlicht. Am 20. Juli 2021 wurde Mini Motorways über Steam für macOS und für Windows veröffentlicht. Eine Version des Spiels für die Nintendo Switch erschien am 11. Mai 2022.
Das Spiel ist der Nachfolger von Mini Metro. Ähnlich wie sein Vorgänger simuliert das Spiel die Städteplanung, in diesem Teil genauer die Straßenplanung einer Stadt. Der Spieler muss in Mini Motorways ein Straßennetz aufbauen und Häuser mit Geschäften verbinden, ohne dass das Straßennetz kollabiert oder die Bedürfnisse der Bürger nicht gedeckt werden.

## Spielprinzip
In Mini Motorways muss der Spieler ein funktionierendes Straßennetz für eine Stadt bauen. Die auswählbaren Städte im Spiel sind hinsichtlich ihrer Geographie (Berge, Flüsse) bedeutenden Metropolen (z. B. Los Angeles, Tokio) nachempfunden. Während des Spielverlaufs wächst die Stadt und es erscheinen sowohl Häuser als auch Geschäfte auf der Spielkarte. Die Karte ist in ein Raster eingeteilt, das kontinuierlich wächst. 
Jedes Haus und Geschäft ist mit einer bestimmten Farbe (etwa rot, gelb oder blau) gefärbt. In bestimmten zeitlichen Abständen entstehen in den Geschäften Lieferungen; diese müssen von den Bewohnern gleichfarbiger Häuser abgeholt werden. Also kann ein Bewohner eines roten Hauses nur die Lieferung eines roten Geschäfts abholen. Damit die Bewohner die Lieferungen erledigen können, müssen Straßen vom Haus bis zum Geschäft gebaut werden. Steht eine Lieferung bereit, so fährt jeweils das nächstgelegene gleichfarbige Auto los, das über eine Straße mit dem Geschäft verbunden ist. Für jede erledigte Lieferung erhält der Spieler einen Punkt und das Auto fährt nach Ankunft am Geschäft wieder zum ursprünglichen Haus zurück. Auch die Geschäfte können wachsen: Zu Beginn mit quadratischem Grundriss, können sie im Spielverlauf zufällig zu zylinderförmigen Wolkenkratzern werden, wodurch sich die Anzahl der Lieferungen erhöht. Es existieren auch sogenannte Doppelziele, also größere Flächen, auf denen zwei Geschäfte mit unterschiedlichen Farben entstehen können.
Die Anzahl der Straßen ist begrenzt; jede Verbindung zweier benachbarter Felder im Raster (auch diagonal ist möglich) zählt als eine Straße. Zu jedem Haus gehören zwei gleichfarbige Autos und eine Straße.
Nach Abschluss einer Woche (ca. 1 Minute Echtzeit bei normaler Spielgeschwindigkeit) kommt der Spieler ins nächste Level und darf sich eines von zwei Upgrades aussuchen. Mögliche Upgrades am Ende einer Woche sind:
- Autobahn: Eine Autobahn verbindet zwei Punkte der Stadt miteinander, ohne dass eine Kreuzung mit anderen Straßen entsteht. Zudem wird die Fahrgeschwindigkeit auf Autobahnen erhöht. +10 Straßen
- Ampel: Diese Ressource bringt Ampeln an einer Kreuzung an, die den Verkehrsfluss ein wenig verbessern. Bei Auswahl dieses Upgrades bekommt man immer 2 Ampeln +20 Straßen
- Brücke und Tunnel: Brücken und Tunnel erlauben es, eine Straße über einen Fluss bzw. unter einen Berg zu bauen. Kreuzungen über Wasser bzw. unter einem Berg sind nicht möglich. Tunnel erscheinen als Upgrade nur auf Karten, auf denen Berge vorkommen (z. B. Zürich). +20 Straßen
- Kreisverkehr: Ein Kreisverkehr verbessert den Verkehrsfluss, benötigt aber viel Platz zum Bauen. +20 Straßen
- +30 Straßen (auf manchen Karten: +40)

Autobahnen sind im Spiel als Hochstraßen realisiert und verbinden zwei Punkte per Luftlinie miteinander. Sie können auch über Wasser, jedoch nicht bzw. nur eingeschränkt über Berge verlaufen. Sie können auch über andere Autobahnen verlaufen, ohne sich gegenseitig zu beeinflussen; ein Verlassen der Autobahn zwischen Beginn und Ende oder Autobahnknotenpunkte sind jedoch nicht möglich. Autobahnen verbrauchen keine Straßen, während Brücken und Tunnel wie gewohnt Straßen entsprechend ihrer Länge verbrauchen.
Ampeln haben im Spiel eine einfache Phasenfolge mit zwei Phasen (bei nicht mehr als 4 Zufahrten an einer Kreuzung) ohne Trennung der Fahrtrichtung und werden verkehrsabhängig gesteuert. Sie arbeiten daher am effizientesten, wenn an der Kreuzung viel Geradeausverkehr vorhanden ist (Häuser und Geschäft einer Farbe auf gegenüberliegenden Seiten der Kreuzung). Bei viel Abbiegeverkehr oder mehr als vier Zufahrten sind Kreisverkehre deutlich effizienter, die jedoch auch einen höheren Platzbedarf haben.
Das Spiel ist verloren, wenn der Verkehr sich zu sehr staut und in einem Geschäft zu viele Lieferungen zu lange warten müssen. Um dies zu verhindern, kann der Spieler bereits gebaute Straßen entfernen und umsetzen. Häuser und Geschäfte sind jedoch nicht verschiebbar. Zudem sorgt das Spiel dafür, dass alle Autos, die beim Entfernen einer Straße noch unterwegs sind, wieder nach Hause kommen. Die alte Strecke wird daher erst wieder in den Vorrat zurückerstattet, wenn sie nicht mehr befahren wird (dies gilt auch für Upgrades, ausgenommen Ampeln).
Zu Beginn jedes Spiels wählt der Spieler aus einer Liste von mehreren Städten. Jede Stadt unterscheidet sich durch ihre Spielkarte. So besitzen einige Städte mehr Flüsse und Seen, während andere Städte viele Berge besitzen.

### Herausforderungen
Zu jeder Stadt gibt es einige Challenges, bei denen das Spiel mit diversen Statuseffekten (positive und negative) gespielt wird. Weiterhin gibt es tägliche und wöchentliche Challenges, zu denen jeweils eine Bestenliste vorhanden ist. Bei täglichen Challenges kann jeder Spieler nur einen Versuch unternehmen. Die erzielte Punktzahl wird eingetragen. Wöchentliche Challenges können beliebig oft versucht werden, sodass man sein Ergebnis verbessern kann.
Beispiele für Boni bei Challenges:
- Start mit mehr Ressourcen, z. B. 3 Autobahnen zu Spielbeginn
- Verdopplung der Upgrades, z. B. zwei statt nur einer Brücke, wenn Brücken ausgewählt werden, oder doppelte Anzahl Straßen zu jedem Upgrade
- Unbegrenztes Bauen bestimmter Upgrades, z. B. unbegrenzte Brücken
- Für den Bau von Brücken oder Tunneln werden keine Straßen verbraucht
- Drei Auswahlmöglichkeiten bei wöchentlichen Upgrades

Beispiele für Strafen bei Challenges:
- Bestimmte Upgrades sind deaktiviert, z. B. keine Kreisverkehre
- Autobahnen verbrauchen Straßen, entsprechend ihrer Länge (was normalerweise nicht der Fall ist)
- Rationierung der Straßen oder Upgrades, z. B. "Beginne das Spiel mit 1 Autobahn und es sind keine weiteren Autobahnen verfügbar"
- Weniger Straßen (zu jedem Upgrade gibt es nur die Hälfte der sonst üblichen Straßen)
- Nur ein zufälliges Upgrade pro Woche (keine Auswahlmöglichkeit)
- Mehr Bäume, und sie können nicht zerstört werden. (Normalerweise ist das Entfernen von Bäumen rein kosmetisch.)
- Entweder gerade (waagerechte und senkrechte) oder diagonale Straßen verbrauchen doppelt so viele Straßen
- Brücken benötigen die doppelte Anzahl Straßen etc.

Beispiele für weitere Effekte, die bei Challenges auftreten:
- Aufhebung bestimmter Beschränkungen beim Generieren der Spielwelt, z. B. Abstand zwischen Geschäften untereinander, Abstand zwischen Häusern und Geschäften, oder zufällige Hausfarben (normalerweise haben Häuser, die dicht nebeneinander spawnen, häufig die gleiche Farbe)
- Geschäfte werden häufiger oder seltener (u. U. auch nie oder immer) zu zylinderförmigen Wolkenkratzern, oder bestimmte Geschäftsfarben erscheinen immer als Wolkenkratzer
- Doppelziele erscheinen häufiger
- Rush Hour (insgesamt beschleunigte Anforderungen durch Geschäfte und somit erhöhte Verkehrsstärke)

### Neue Spielmodi
Mit dem Update vom 4. November wurden zwei neue Spielmodi veröffentlicht: Der Endlosmodus ermöglicht, z. B. nach Spielende weiterzuspielen und weiter mit seinem Straßennetz zu experimentieren. Im Expertenmodus werden gebaute Straßen und Upgrades nach kurzer Zeit (einige Sekunden nach Bau) dauerhaft festgelegt und können nicht mehr entfernt werden. Zudem gibt es nur in den ersten acht Wochen eines Spiels Upgrades, danach gibt es nur noch Straßen.
Auf einigen der neueren Landkarten (z. B. London) befinden sich Bahngleise. Hierbei verkehrt ein Zug auf einer Rundstrecke und hält immer an, wenn er auf einen Bahnhof trifft. Straßen über die Bahnstrecke (Bahnübergänge) können gebaut werden; diese sind jedoch kein klassisches Upgrade und daher auch nur durch die Anzahl der Straßen begrenzt. Autos halten vor einem Bahnübergang an, wenn sich ein Zug nähert. Bahnhöfe können im Spielverlauf wie Doppelziele entstehen und bestehen aus der darüber verlaufenden Bahnstrecke, zwei Anschlüssen für Straßen sowie Platz für Geschäfte zweier Farben.

## Veröffentlichung
Mini Motorways wurde vom neuseeländischen Entwicklerstudio Dinosaur Polo Club entwickelt und veröffentlicht. Die iOS- und PC-Version des Spiels wurden im September 2019 über einen Teaser-Trailer auf dem YouTube-Kanal von Dinosaur Polo Club angekündigt. Am 19. September 2019 erschien die iOS-Version über Apples Abonnementdienst Apple Arcade. Die PC-Version wurde für 2020 angekündigt. Im Mai 2021 wurde das Veröffentlichungsdatum für die PC-Version auf den 20. Juli 2021 gesetzt, sodass Mini Motorways an diesem Tag auf Steam erschienen ist. Außerdem wurde eine Nintendo-Switch-Version für das 1. Quartal 2022 angekündigt. Der Veröffentlichungstermin dieser Version verschob sich jedoch. Im Anschluss an eine Nintendo Direct am 11. Mai 2022 erschien das Spiel noch am selben Tag für die Nintendo Switch.

## Rezeption
Mini Motorways erhielt größtenteils positive Wertungen. So erhielt die PC-Version des Spiels auf Metacritic – basierend auf 17 Rezensionen – einen Metascore von 87 von 100 möglichen Punkten, während die iOS-Version – basierend auf vier Rezensionen – einen Metascore von 80 Punkten erhielt. Die Version des Spiels für die Nintendo Switch erhielt – basierend auf 12 Rezensionen – einen Metascore von 82 Punkten.
Das Konzept des Bauens einer wachsenden Stadt wurde gemischt aufgenommen. So kritisierte Benjamin Schmädig von 4Players, dass durch das plötzliche Auftauchen neuer Häuser und Geschäfte die Pläne des Spielers zunichtegemacht werden könnten und dass das Spiel nach einiger Zeit sehr unübersichtlich werde. Christian Donlan von Eurogamer hingegen lobte dies, da die Stadt wie eine im echten Leben immer weiter ausgebaut werden müsse und der Spieler zu jedem Zeitpunkt Kreativität zeigen müsse.
Kritisiert wurde, dass nicht alle Spezial-Ressourcen des Spiels hilfreich sind. So meinte Schmädig, dass insbesondere die Ampeln keinen bemerkenswerten Einfluss auf den Verkehrsfluss hätten und die Kreisverkehre zu viel Platz einnähmen. Er lobte hingegen, dass die restlichen Ressourcen wie Brücken und Tunnel für mehr Abwechslung sorgen würden.
Durchweg gelobt wurde die grafische Präsentation sowie die Musik des Spiels. So meinte Donlan, dass die bereits das bloße Ansehen der minimalistischen Grafik und das Anhören des Soundtracks ein guter Zeitvertreib seien. Schmädig sagte zum grafischen Design, dass dieses es einfach mache, „‚nur noch eine Runde‘ am Ball zu bleiben“.
Ein genereller Kritikpunkt ist, dass Versionen für Systeme wie Linux oder Android im Gegensatz zum Vorgänger nicht mehr zur Verfügung gestellt werden, obwohl es technisch durch die Verwendung von Unity ohne tiefgreifende Anpassungen möglich wäre.